# Thomas David McConkey
Pour les articles homonymes, voir McConkey.
Thomas David McConkey (29 juillet 1815-21 février 1890) est un homme politique canadien de l'Ontario. Il est député fédéral libéral de la circonscription ontarienne de Simcoe-Nord de 1867 à 1872.

## Biographie
Né dans le comté de Tyrone en Irlande, McConkey immigre à Innisfil dans le Haut-Canada en 1828. Devenu marchand à Barrie, il sert comme préfet du comté de Simcoe de 1860 à 1861.
Candidat sans succès à l'Assemblée législative de la province du Canada en 1861, il parvient à être élu député de la partie nord de Simcoe en 1863 et y demeure jusqu'à la Confédération canadienne en 1867. Il demeure député après la Confédération en conservant son poste par une élection par acclamation en 1867, mais n'effectue qu'un seul mandat puisqu'il ne se représente pas en 1872.
De 1875 à son décès, il sert comme shérif du comté de Simcoe.